# Antoni Siwiec (lekkoatleta)
Antoni Siwiec (ur. 6 lutego 1943) – polski lekkoatleta, specjalizujący się w biegu na 400 metrów przez płotki, medalista mistrzostw Polski, reprezentant Polski.

## Kariera sportowa
Był zawodnikiem Wawelu Kraków.
Na mistrzostwach Polski seniorów na otwartym stadionie zdobył cztery medale: srebrny w sztafecie 4 x 400 metrów w 1970 oraz trzy brązowe w biegu na 400 metrów przez płotki w 1969, 1970 i 1971. 
Dwukrotnie reprezentował Polskę w meczach międzypaństwowych. W 1967 w meczu z RFN wystąpił w biegu na 400 metrów przez płotki i w sztafecie 4 x 400 metrów, w 1968 w meczu ze Szwajcarią pobiegł na 110 metrów przez płotki i 400 metrów przez płotki. Nie odniósł jednak żadnego indywidualnego zwycięstwa.
Rekord życiowy w biegu na 400 metrów przez płotki: 51,86 (11.08.1973).